# Mitato

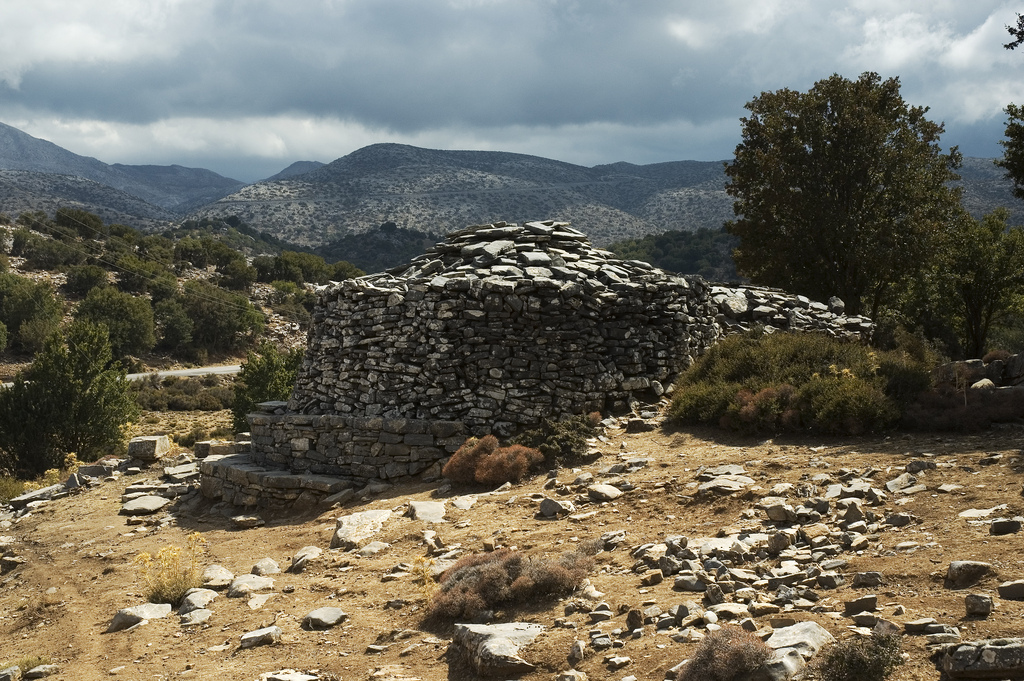
mitato do planalto de Nída, Creta.

Mitato (em grego: Μιτάτο, μιτᾶτον ou μητᾶτον; "refúgio" ou "hospedagem"; em latim: metor; "medir" ou "acampar") é um termo bizantino que surgiu no século VI e se referia a uma pousada ou casa de comércio para comerciantes estrangeiros, semelhante a uma caravançarai. Por extensão, também pode referir-se à obrigação legal de um cidadão privado de alojar funcionários estatais ou soldados. Como alternativa, no século X, Constantino Porfirogênito usou o termo para se referir as fazendas estatais da Anatólia.
Na Grécia moderna e, especialmente, sobre as montanhas de Creta, um mitato (plural mitata) é uma cabana construída de pedras que é utilizada para dar abrigo aos pastores de caprinos, bem como para a fabricação de queijo. O Monte Ida (também chamado Monte Psiloritis), no centro de Creta, é particularmente rico em pedras planas para a construção destas estruturas.